# Споменик Браниславу Нушићу у Београду
Споменик Браниславу Нушићу је споменик у Београду. Налази се преко пута Народног позоришта, на платоу Зорана Ђинђића у општини Стари град.

## Изглед споменика
Бронзана статуа висока је 215 cm и приказује Нушића у карактеристичној пози као да је застао на овом месту. Држи штап у левој руци и полуцилиндар на глави. У ликовном погледу је веома успела скулптура која је постављена на постамент од гранита висине 65 cm. Врло ефектно делује својом силуетом. Укупна висина споменика је 280 cm. 

## Подизање споменика
Споменик је посвећен српском књижевнику Браниславу Нушићу, подигнут 22. јуна 1993. године, а дело је вајара Зорана Ивановића који је освојио прву награду на Југословенском конкурсу за скулптурошко решење споменика. У финансирању израде споменика учествовали су београдски уметници, Скупштина града Београда и предузеће АГМ.

### Вандализам
Током лета 2018. године непознати починилац уништио је штап који је био део споменика и поломио га на три дела. Штап је поново изливен и постављен на споменик у првој половини 2019. године.